# 厄切尼
厄切尼，是匈牙利托尔瑙州所辖的一个村，总面积72.61平方公里，总人口2430，人口密度33.5人/平方公里（2010年1月1日）。